# Mariensymbol

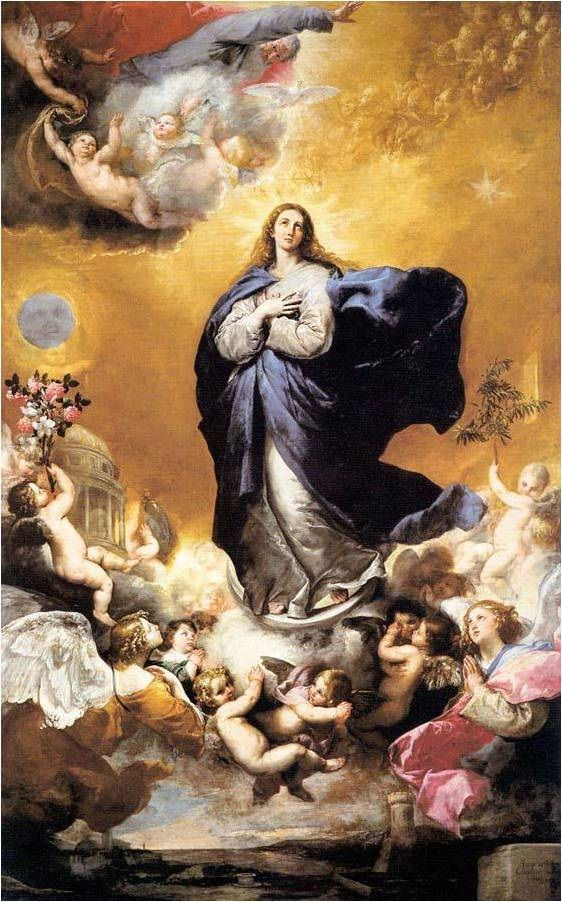
José de Ribera: Inmaculada Concepción, 1635, 502 cm × 329 cm (Convento de las Agustinas de Salamanca). Maria ist hier umgeben von verschiedenen Symbolen, wie Meerstern, Mond, Rosen und Lilien, Spiegel, Tempel, Pforte, Ölzweig, Turm und Brunnen.

Als Mariensymbole oder marianische Symbole bezeichnet man Sinnbilder, die sich auf Maria, die Mutter Jesu, beziehen. 
Zu den Mariensymbolen zählen Pflanzen, Tiere, Gestirne und Gegenstände, die dem Alten  und Neuen Testament, den Apokryphen, den Schriften der Kirchenväter, der Lauretanischen Litanei sowie der geistlichen Dichtung oder den Visionen der Mystiker entlehnt sind und die in Bezug zur Jungfrau Maria stehen, z. B. ein Baum oder ein Brunnen. Wird ein Ereignis, wie die Szene mit Mose vor dem brennenden Dornbusch, mit Maria gleichgesetzt, sprechen wir von einer Allegorie. Manche Mariensymbole lassen sich auch archetypisch deuten. Meistens werden Mariensymbole mit allegorischen Mariendarstellungen kombiniert, so dass eine begriffliche Unterscheidung in der Praxis wenig Sinn hat.
Der blühende Stab Aarons, das Vlies Gideons, die Porta clausa (das verschlossene Tor) des Propheten Ezechiel, Tiere wie das Einhorn, der Phönix oder der Pelikan und Pflanzen wie Madonnenlilie, Gewöhnliche Akelei, die dornenlose Rose, Walderdbeere, Schlüsselblume und Maiglöckchen können marianische Symbole sein.

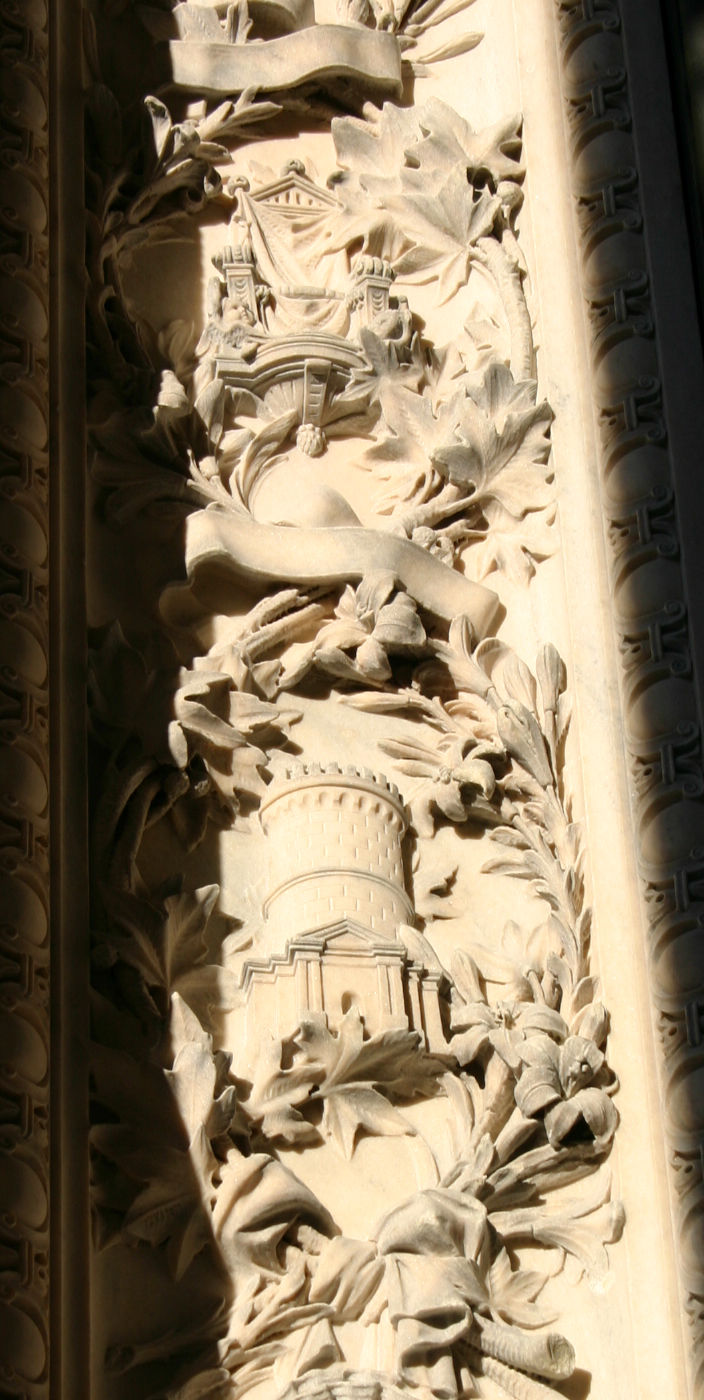
Porta clausa, Turris Davidica

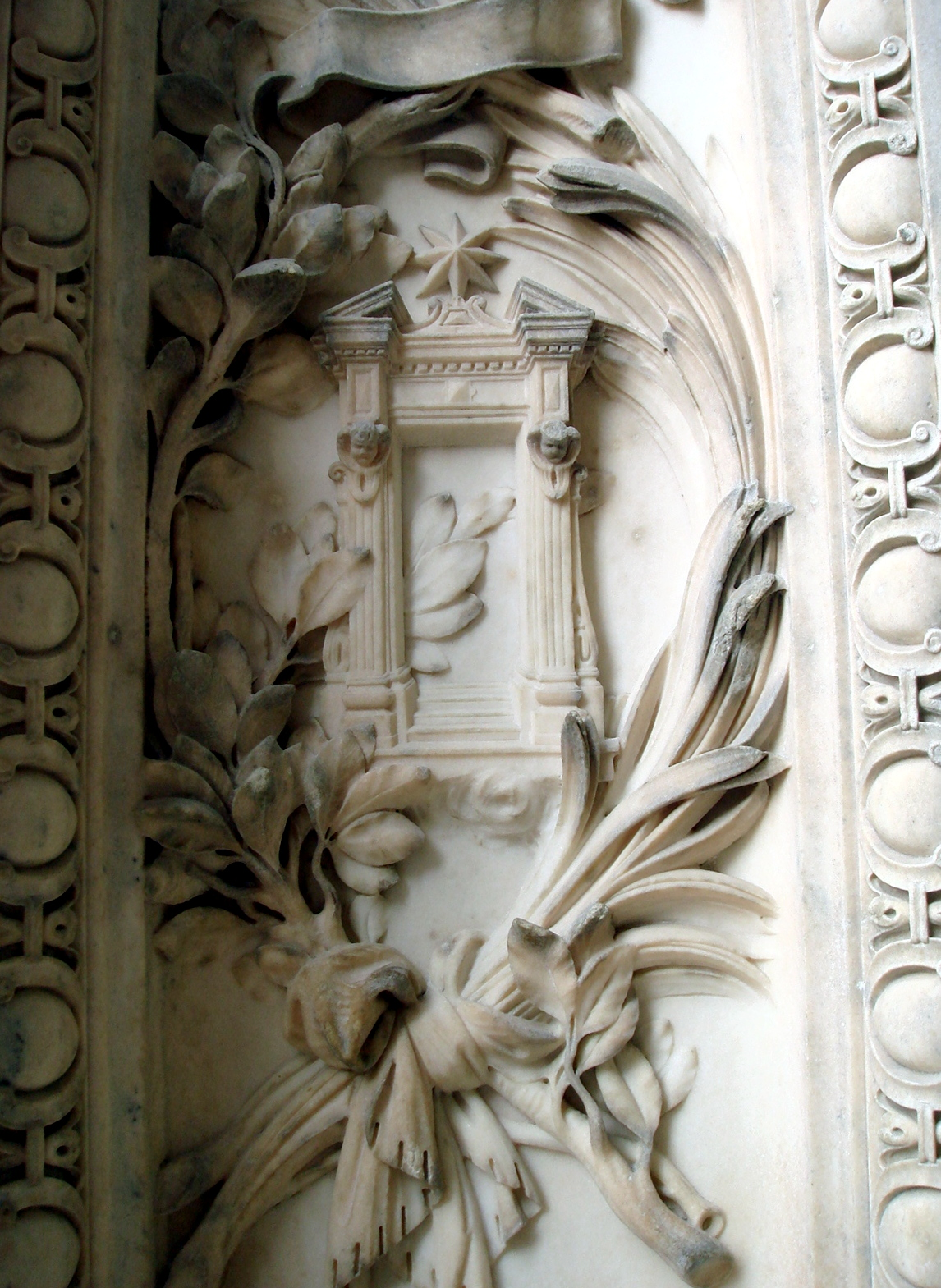
Ianua caeli

## Symbole nach Herkunftsbereichen
Die Symbole in den biblischen Schriften sind im ursprünglichen Kontext nicht auf Maria bezogen, sondern wurden von einer späteren christlichen Theologie und Spiritualität auf Maria angewendet und etwa in der Liturgie der Marienfeste verwendet. Man spricht von einer „Akkommodation“, einer dogmatisch korrekten und liturgisch verwertbaren Anwendung eines Schriftwortes auf eine heilige Person oder Sache, die aber im Text selbst keine Stütze findet.
Quelle: Altes Testament
- Radix Iesse (Jes 11,1) (Wurzel Jesse) (Jes 11,1 EU)
- Rubus incombustus (Ex 3,2) (nicht verbrennender Dornbusch) (Ex 3,2 EU)
- Scala Iacob (Gen 28,12) (Jakobsleiter) (Gen 28,12 EU)
- Lignum vitae (Gen 3,22) (Baum des Lebens) (Gen 3,22 EU)
- Arca Noe (Gen 6,14) (Arche Noah) (Gen 6,14 EU)
- Templum Salomonis (1 Kön 6) (Tempel Salomos) (1 Kön 6 EU)
- Signum foederis (Gen 9,13) (Regenbogen als Zeichen des Bundes) (Gen 9,13 EU)
- Columba ramum ferens (Gen 8,11) (Taube mit Ölzweig) (Gen 8,11 EU)
- Arca domini (2 Chr 5,2) (Bundeslade) (2 Chr 5,2 EU)

Quelle: Weisheitsliteratur: Hohes Lied, Buch der Weisheit, Jesus Sirach (Altes Testament)
- Hortus conclusus (Hld 4,12) (verschlossener Garten) (Hld 4,12 EU)
- Turris Davidica (Hld 4,4) (Turm Davids) (Hld 4,4 EU)
- Castrorum acies ordinata (Hld 6,3 und 6,9) (gewaltig wie ein Heer) (Hld 6,4 LUT und 6,10)
- Aurora consurgens (Hld 6,9) (aufleuchtende Morgenröte) (Hld 6,10 EU)
- Electa ut sol (Hld 6,9) (auserlesen wie die Sonne) (Hld 6,10 EU)
- Pulchra ut luna (Hld 6,9) (schön wie der Mond) (Hld 6,10 EU)
- Turris eburnea (Hld 7,4) (elfenbeinener Turm) (Hld 7,5 EU)
- Lilium inter spinas (Hld 2,2) (Lilie unter Dornen) (Hld 2,2 EU)
- Fons signatus (Hld 4,12) (versiegelte Quelle) (Hld 4,12 EU)
- Puteus aquarum viventium (Hld 4,15) (Brunnen lebendigen Wassers) (Hld 4,15 EU)

Die folgenden Symbole werden im biblischen Text von der Weisheit (griechisch σοφία, lateinisch sapientia) ausgesagt und wurden in der kirchlichen Tradition auf Maria angewendet.   
- Speculum sine macula (Weish 7,26) (makelloser Spiegel) (Weish 7,26 EU)

- Quasi cedrus (Sir 24,17) (wie eine Zeder) (Sir 24,13 EU)
- Quasi cypressus (Sir 24,17) (wie eine Zypresse)
- Quasi palma (Sir 24,18) (wie eine Palme) (Sir 24,14 EU)
- Quasi plantatio rosae (Sir 24,18) (wie ein Rosenstock) (Sir 24,14 EU: Oleander)
- Quasi oliva (Sir 24,19) (wie ein Ölbaum) (Sir 24,14 EU)
- Quasi platanus (Sir 24,19) (wie eine Platane) (Sir 24,14 EU)

Quelle: Offenbarung des Johannes (Neues Testament)
- Mulier amicta sole (Offb 12,1) (Frau mit der Sonne umkleidet) - Mulier amicta sole et luna sub pedibus eius et in capite eius corona stellarum duodecim (Offb 12,1) (Frau mit der Sonne umkleidet, der Mond war unter ihren Füßen und ein Kranz von zwölf Sternen auf ihrem Haupt) (Offb 12,1 EU)
- Mulier draconis victrix (Offb 12) (Frau als Siegerin über den Drachen) (Offb 12 EU)
- Arca testamenti (Offb 11,19) (Arche des Bundes) (Offb 11,19 EU)

Quelle: Lauretanische Litanei

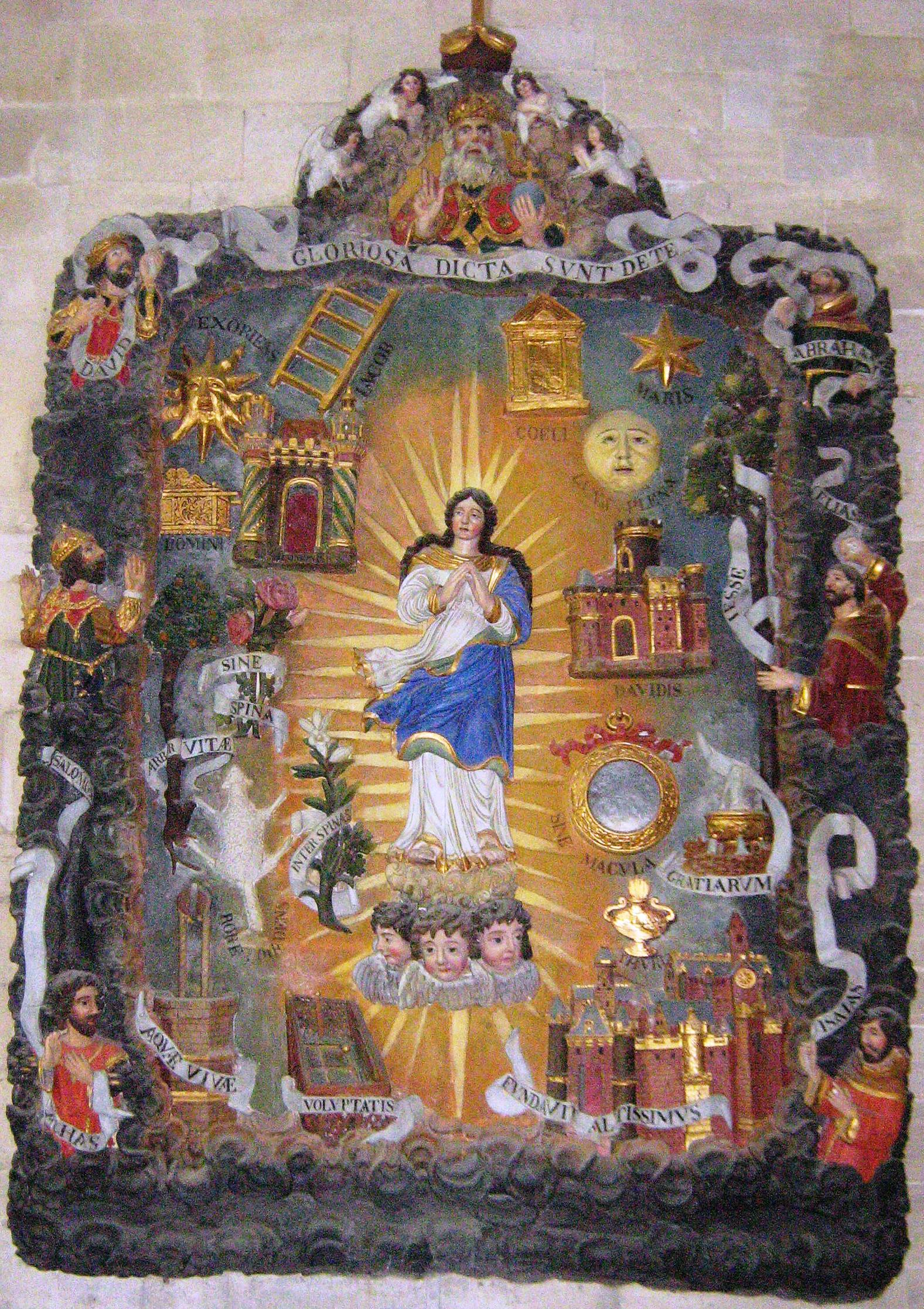
Gottesmutter, umgeben von marianischen Symbolen aus der Lauretanischen Litanei, Kathedrale von Bayeux

- Sedes sapientiae (Sitz der Weisheit)
- Refugium peccatorum (Zuflucht der Sünder)
- Ianua caeli (Pforte des Himmels)
- Speculum iustitiae (Spiegel der Gerechtigkeit)
- Auxilium christianorum (Hilfe der Christen)
- Foederis arca (Bundeslade)
- Stella matutina (Morgenstern)
- Domus aurea (goldenes Haus)
- Rosa mystica (geheimnisvolle Rose)
- Vas spirituale (geistliches Gefäß)
- Vas honorabile (Ehrwürdiges Gefäß)
- Vas insigne devotionis (vortreffliches Gefäß der Andacht)
- Salus infirmorum (Heil der Kranken)
- Consolatrix afflictorum (Trösterin der Betrübten)

Quelle: Verschiedene Bereiche
- Stella maris (Meerstern) (aus dem marianischen Hymnus Ave maris stella, 9. Jh.)
- Templum dei (Tempel Gottes) (aus dem Hymnus Intende qui regis Israel des Ambrosius von Mailand, 4. Jh.)

## Heraldik
In der Heraldik werden die Schmerzen Marias durch ein Herz mit sieben durchbohrenden Schwertern dargestellt. Die zu den Wappenfiguren zählende Darstellung kommt in der kirchlichen und Klosterheraldik vor, ist aber nicht häufig.

Die franz. Gemeinde Cases-de-Pène
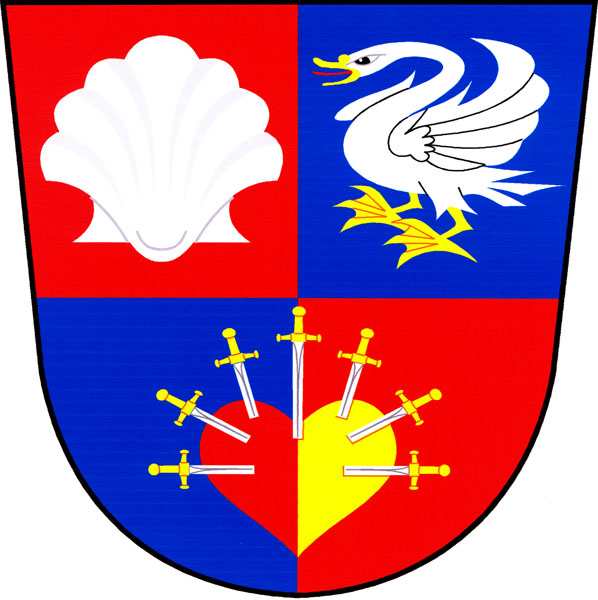
Suchdol u Konice

### Zu einzelnen Symbolen
- Romuald Bauerreiß, Arbor Vitae. Der „Lebensbaum“ und seine Verwendung in Liturgie, Kunst und Brauchtum des Abendlandes, München 1938.